# Google GrandCentral
O GrandCentral ou Google Voice, é um serviço gratuito oferecido pela Google, atualmente num teste beta privado, que permite receber telefonemas e correio de voz diretamente em seu blog. A ferramenta foi criada pela empresa de mesmo nome, adquirida pela Google, em julho de 2007, que agora trata da migração do sistema para seu conjunto de serviços.